# الشعانية
قرية الشعانية هي إحدى القرى التابعة لمركز نجع حمادى في محافظة قنا في جمهورية مصر العربية. حسب إحصاءات سنة 2006، بلغ إجمالي السكان في الشعانية 5848 نسمة، منهم 3211 رجل و2637 امرأة.